# Place Sathonay
Der Place Sathonay ist ein viereckiger Platz im 1. Arrondissement von Lyon am Fuß der Pentes de la Croix-Rousse. Er hat seinen Namen von Nicolas-Marie-Jean-Claude Fay de Sathonay, Bürgermeister in Lyon von 1805 bis 1812.

## Geschichte

### Mittelalter bis Renaissance
Bis zum Beschluss des Gemeinderats vom 22. August 1817 hieß der Platz Place de la Déserte . In Tractatus de bellis induciis von 1268 findet man, dass die Lyonnais in der Déserte (deutsch Wüste) Befestigungen bauten, um sich gegen die kirchlichen Autoritäten verteidigen zu können. 1296 erwarb Blanche de Châlons, die Witwe des Herren von Beaujeu, die Parzelle französisch «proche de la porte nouvelle» ‚nahe dem neuen Tor‘ und gründete 1304 unter diesem Namen das Kloster oder die Abtei für die „Damen von Saint Clair oder Clarisses“, die die Regel der Benediktiner befolgten. 1318 vererbte der Sohn von Blanche de Châlons den Nonnen die Weinberge von Varissonnière und 1439 übertrug der Geschäftsmann Pierre du Nyèvre einen weiteren Weinberg, was den Clarissen eine Vergrößerung ihrer Liegenschaft erlaubte.
1513 errichtete die Lyoner Gesellschaft der Bogenschützen einen Übungsplatz auf einem ihnen gehörenden Hügel namens Grund des Auges, der zwischen der Rue des Augustins und dem Place Sathonay liegt. Sie waren damit auf dem Gelände der Rue Grôlée und der Rue de l’Hôpital.

### Moderne Zeit
Das Viereck des Platzes wurde also im Jahr 1745 folgendermaßen begrenzt: im Süden die Rue Sergent Blandan, im Westen der Montée des Carmelites, im Norden die Rue du Bon Pasteur und im Osten der Montée de la Grande Côte.

### Die Revolution und ihre Folgen
Ab 1791 wurden die Besitztümer der religiösen Vereinigungen, die zum großen Teil auf der Pentes de la Croix-Rousse lagen, als nationales Gut. Das erste Angebot in der Auktion war die Besitzung der Chartreux im Jahr 1791. Die größten Verkäufe gab es im Jahr 1796. Die Clos de la Déserte fiel dabei an das Departement. 1802 wurde die steilste Stelle im Norden des Gebiets in einen botanischen Garten verwandelt, den man noch heute besuchen kann. Der Rest der Gebäude gehört noch heute dem Departement, wurde aber an die Stadt Lyon abgetreten. Es wurde vorgeschlagen, in die leeren Gebäude eine kaiserliche Reitschule oder eine Pfandleihe einzurichten. Aber schließlich wurden 1813 die Gebäude, mit Ausnahme des heutigen Rathauses des Arrondissement, abgerissen. Die Gebäude wurden durch einen mit Flusssteinen und flachen Steinen gepflasterten Platz ersetzt. 1817 schlug der Stadtarchitekt Louis Flachéron vor, den Platz zu vergrößern und einen Eingang zum botanischen Garten zu schaffen. Der Platz, der während der Amtszeit von Bürgermeister Fargues entstand, umfasste 4 000 m². Die Treppe im Norden neben dem Rathaus ermöglicht den Zugang zum botanischen Garten. Auf jeder Seite der Treppe befinden sich Fontänen mit gusseisernen Löwen, die in der staatlichen Gießerei von Creusot angefertigt wurden und eine Nachbildung der Löwen der Fontäne am Institut in Paris sind, die ihrerseits dem Mosesbrunnen in Rom nachgebildet wurden. Die angrenzenden Straßen entstanden zwischen 1820 und 1821, die Grundstücke waren schnell vergeben. Der Erfolg dieser Operation war der Nähe zum botanischen Garten und der relativen Ferne zum Lärm der Montée de la Grande-Côte geschuldet. Im Gegensatz zu benachbarten Vierteln sind hier mehr Wohnhäuser als Betriebe der Seidenverarbeitung angesiedelt.
Im Zentrum steht die Statue des Sergent Blandan, der in dem Viertel geboren wurde und bei der Eroberung von Algerien 1842 starb. Die Originalstatue aus Bronze verschwand während des 2. Weltkrieges und wurde am Ende des Kriegs durch eine Steinstatue ersetzt.

### Heute

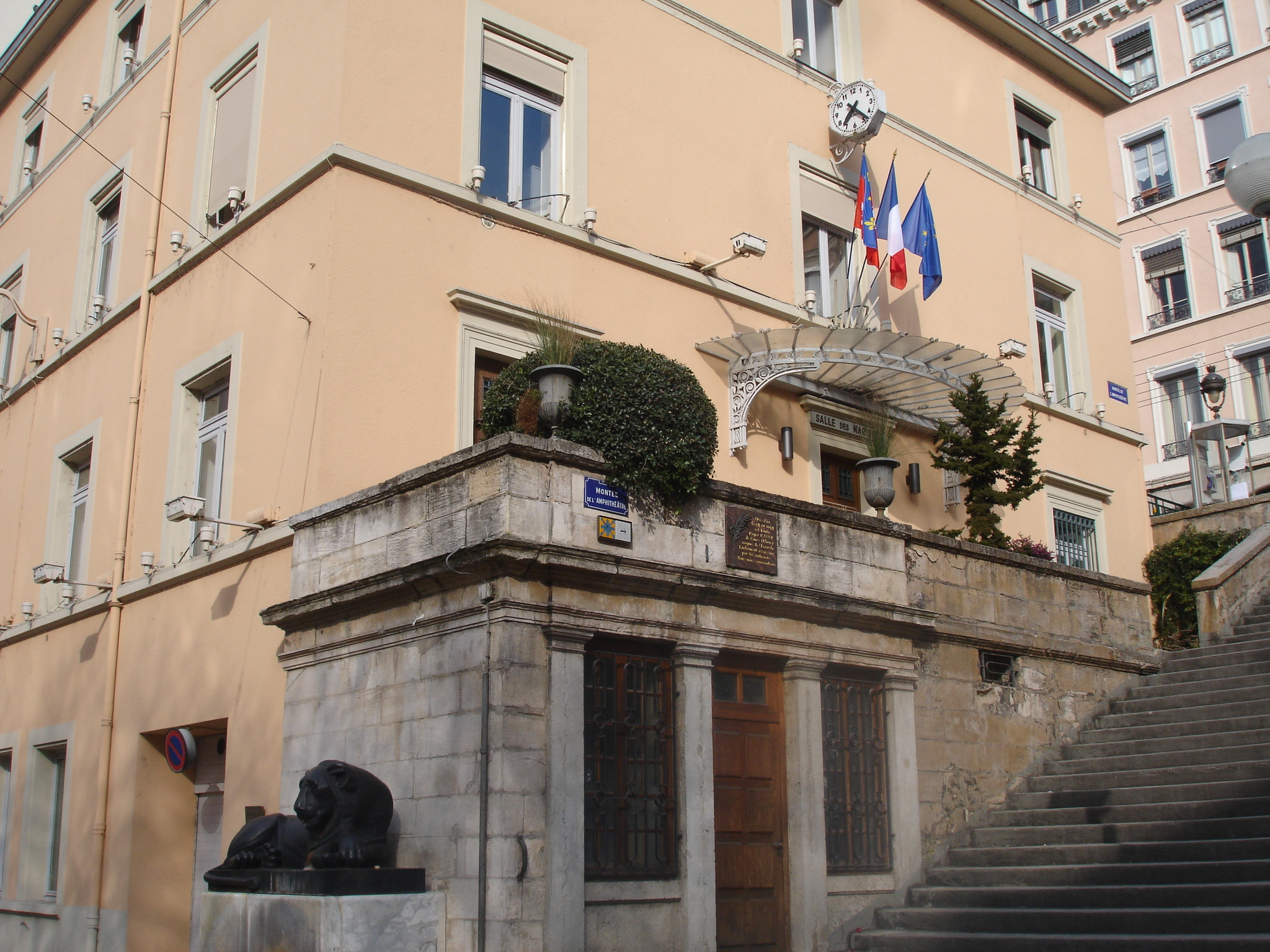
Rathaus des 1. Arr.

Neben dem Rathaus des Arrondissement, das in dem einzigen historischen Gebäude des Couvent de la Déserte untergebracht ist, ist noch die Passage de la Déserte zu erwähnen, die den Platz mit dem Platz Rambaud (am Haus 30, Rue Sergent Blandan) verbindet, eine Erinnerung an das verschwundene Kloster.
Der Platz ist beliebt wegen seiner Cafés, seiner unkonventionellen Atmosphäre und den Lyoner Boule-Spielern. Hier steht auch das Rathaus des 1. Arrondissement.